# Kamni Potok
Kamni Potok – wieś w Słowenii, w gminie Trebnje. W 2018 roku liczyła 81 mieszkańców.